# Cyclura nubila caymanensis
Cyclura nubila caymanensis là một phân loài cực kỳ nguy cấp của loài kỳ nhông Cuba (Cyclura nubila). Phân loài này có nguồn gốc hai hòn đảo ở phía nam của Cuba: Cayman Brac và Tiểu Cayman, mà còn được gọi là quần đảo Chị em do hình dạng tương tự và gần nhau. Phân loài này đang suy giảm do môi trường sống xâm lấn bởi sự phát triển của con người và bị ăn thịt bởi chó và mèo hoang. Chúng gần như tuyệt chủng trên Cayman Brac (ít hơn 100 con), và Tiểu Cayman hỗ trợ quần thể khoảng 1.500 cá thể.